# یواس‌اس سگینو (ال‌اس‌تی-۱۱۸۸)
یواس‌اس سگینو (ال‌اس‌تی-۱۱۸۸) (به انگلیسی: USS Saginaw (LST-1188)) یک کشتی بود. این کشتی در سال ۱۹۷۰ ساخته شد.